# Varietăți literare. Canard-rățoi
Varietăți literare. Canard-rățoi este o operă literară scrisă de Ion Luca Caragiale.